# Štěpán Hak
Štěpán Hak (* 13. srpna 1986) je český dramatik, scenárista a herec. Narodil se v roce 1986 a dětství prožil v Rohoznici na Jičínsku, studoval v Miletíně. Nyní žije v nedaleké vesnici Tetín. Věnuje se především psaní divadelních her a filmových scénářů. Jeho tvorba je spjata s podkrkonošským regionem. Většinu jeho divadelních her uvedl v premiéře spolek Miletínská pivovarská zahrádka. Sám Hak ve svých hrách často vystupuje.

## Dílo
Hakova tvorba je spjata s podkrkonošským regionem, především s městem Miletín. Ve své první divadelní hře Vázání Kytice vytvořil mystifikační příběh o miletínském rodáku Karlu Jaromíru Erbenovi. Příběh parafrázuje dění kolem vzniku sbírky Kytice a rozvíjí myšlenku „Co když Kytice měla být původně veselá?“. Toto dílo bylo v roce 2017 pod stejným názvem zfilmováno. Druhá divadelní hra Husička se odehrává v roce 1968. Zachycuje události tohoto roku tak, jak je mohla prožít „obyčejná“ miletínská rodina. K 890. výročí založení města Miletín vznikla divadelní hra Elita, která připomíná důležité události, historické postavy, panovnické rody i jiné „mocenské organizace“, které se podílely na historii města. Tématu Sudet na konci druhé světové války se Hak věnuje ve své poslední hře Opuštění. Tato divadelní hra byla přeložena do německého jazyka.

## Přehled tvorby

### Divadelní hry
- Vázání Kytice (2011)
- Husička (2013)
- Elita (2014)
- Opuštění (2015)

### Film
- Vázání Kytice (2017, 11:11 production)

### Televize
- Modrý kód – spolupráce na scénáři k epizodě:
  - Návrat (S02E26)
  - Lepší než fénix (S02E30)
- Ohnivý kuře – scénář k epizodě
  - Vyložené karty (S03E23)